# Niphocepheus travei
Niphocepheus travei är en kvalsterart som beskrevs av Bulanova-Zachvatkina 1967. Niphocepheus travei ingår i släktet Niphocepheus och familjen Niphocepheidae. Inga underarter finns listade i Catalogue of Life.